# Посёлок Областной сельскохозяйственной опытной станции
Областной сельскохозяйственной опытной станции — посёлок в Городищенском районе Волгоградской области. Административный центр и единственный населённый пункт Новожизненского сельского поселения.

## История
О необходимости организации опытного поля для Царицынской губернии было заявлено ещё в 1924 году. Участок под центральную станцию выбран в 1926—1927 годах. Участок был снабжен некоторыми постройками, сельскохозяйственным инвентарем, мелиорирован и до выкупа занимался совхозом «Красный путь». Сталинградское опытное поле было открыто в сентябре 1927 года. На опытном поле имелось два жилых деревянных дома. В 1935 году из состава Городищенского сельсовета были выделены населенные пункты Конный, Кузмичи, Новая Надежда и Опытного поля (так в документе) с образованием в них самостоятельного Новожизненского сельсовета с центром в селении Кузмичи (впоследствии Кузмичевский сельсовет).
Решением исполкома облсовета от 14 октября 1987 года № 22/463-II в Городищенском районе был вновь образован Новожизненский сельсовет с административным центром в посёлке областной сельскохозяйственной опытной станции за счёт разукрупнения Кузьмичёвского сельсовета.

## География
Посёлок расположен в степной зоне в пределах Приволжской возвышенности, относящейся к Восточно-Европейской равнине, при одной из балок, составляющих балку Конную. Рельеф местности полого-увалистый. Центр посёлка расположен на высоте около 130 метров над уровнем моря. Вдоль северо-восточной границы посёлка проходит Городищенский магистральный канал. Почвы — каштановые и светло-каштановые солонцеватые и солончаковые.
К посёлку имеется подъезд от федеральной автодороги Р22 «Каспий» (4,5 км). По автомобильным дорогам расстояние до центра Волгограда составляет 29 км, до районного центра посёлка Городище — 21 км. Ближайший населённый пункт — хутор Кузьмичи расположен в к км к северо-западу от посёлка Опытной станции.
Климат
Климат умеренный континентальный с жарким летом и малоснежной, иногда с большими холодами, зимой (согласно классификации климатов Кёппена — Dfa. Температура воздуха имеет резко выраженный годовой ход. Среднегодовая температура положительная и составляет +7,8 °С, средняя температура января −8,0 °С, июля +23,8 °С. Многолетняя норма осадков — 395 мм, в течение года осадки распределены относительно равномерно: наибольшее количество осадков выпадает в декабре — 41 мм, наименьшее в марте и октябре — по 24 мм.
Часовой пояс
Посёлок Областной сельскохозяйственной опытной станции, как и вся Волгоградская область, находится в часовой зоне МСК (московское время). Смещение применяемого времени относительно UTC составляет +3:00.

## Население
| 1987  | 2002 |
| ----- | ---- |
| ≈1300 | 1918 |

| 2010  | 2012  | 2013  | 2014  | 2015  | 2016  | 2017  |
| ----- | ----- | ----- | ----- | ----- | ----- | ----- |
| 1904  | ↗1931 | ↘1916 | ↘1902 | ↘1899 | ↘1880 | ↘1850 |
| 2018  | 2019  | 2020  | 2021  |       |       |       |
| ↗1862 | ↗1889 | ↗1904 | ↘1893 |       |       |       |